# Centro-Sul Cearense
Centro-Sul Cearense è una mesoregione dello Stato del Ceará in Brasile.

## Microregioni
È suddivisa in 3 microregioni:
- Iguatu
- Lavras da Mangabeira
- Várzea Alegre